# 老保
老保，姓李，名保保，元朝将领，阳武（今河南省原阳县）人。
察罕帖木儿起兵，老保跟随，收复罗山县之功，授泽州路治中。跟随平定方脱脱之乱，改授枢密院知院，守石州。又跟随察罕帖木儿攻取山东州县。察罕帖木儿被田丰杀害，老保与扩廓帖木儿一起击破田丰，擢升为平章政事，留守益都（今山东省青州市）。明朝建立后，明太祖派遣大将军徐达攻打益都，劝谕老保归降，老保不从。徐达对诸将说：“老保所依仗的是河上援兵，我已分兵拒守黄河南岸，斩断其臂。”于是督兵填坝而进，攻克益都城，将老保与白锁住锁送建康。平章普颜不花战死，老保降明。后来，明太祖派遣老保招谕扩廓帖木儿，扩廓帖木儿将他毒死。